# Аз и ти (филм, 2012)
„Аз и ти“ (на италиански: „Io e te“) е филм на Бернардо Бертолучи от 2012 година, вдъхновен от едноименния роман на Николо Аманити.

## Сюжет
Лоренцо е интровертен и проблемен тийнейджър. Когато класът му заминава за седмица на ски в Кадоре, той решава да накара родителите си да повярват, че е заминал със съучениците си, но в действителност се скрива в мазето на къщата. Купува си необходимите провизии и се барикадира в импровизираната си квартира, избърсва праха от старо легло и чисти банята. Така той създава свой собствен свят, изпълнен с музика, компютър, книга, която чете на глас, и насекоми, които храни и наблюдава.
Въпреки това след първата нощ неговата пристрастена към хероина полусестра Оливия – десет години по-голяма, изглежда разстройва плановете му, идвайки в мазето да търси нещо. Тя си тръгва, но се връща посред нощ, понеже не знае къде да спи. Приета неохотно, тя първоначално се сблъсква със затварянето на Лоренцо, раздразнен от присъствието ѝ, което нарушава любимата му самота. В същото време момичето започва да страда от тежка абстиненция от лекарства и сънотворни. Лоренцо, постепенно съжаляващ, се съгласява да отиде в болницата, където е хоспитализирана баба му, откъдето открадва няколко бутилки сънотворни.
Когато кризите на Оливия отшумяват, между нея и нейния полубрат се установява нарастващо съучастие: и двамата са сами и маргинализирани. Ако Лоренцо живее в собствения си свят, то Оливия, маргинализирана от проблеми с наркотиците, наскоро е претърпяла любовни и екзистенциални злочестия, въпреки че се надява да управлява ферма в Марема с мъж, когото познава от известно време. Лоренцо открива и снимки, направени от Оливия, които я изобразяват в полуголи пози, отварящи се за контакт с външната реалност, но привързаността към младата жена се превръща главно в духовно общение. Двамата се оставят на взаимни доверия, докато си обещават съответно да излязат от водовъртежа на наркоманията и на абсолютната самота. Последната вечер Лоренцо и Оливия танцуват заедно на нотите на „Само момче, само момичe“. След това през нощта младата жена купува последна доза хероин, която крие в кутията цигари, нерешителна дали да я използва или не.
„Ваканцията“ свършва: на следващия ден Лоренцо прегръща сестра си и усмихнат се отправя към дома.

## В ролите
| Изпълнител          | Роля               |
| ------------------- | ------------------ |
| Якопо Олмо Антинори | Лоренцо            |
| Теа Фалко           | Оливия             |
| Соня Бергамаско     | Майката на Лоренцо |
| Вероника Ладзар     | Бабата на Лоренцо  |
| Томазо Раньо        | Фердинандо         |
| Пипо Делбоно        | Психолог           |